# U-Bahnhof Ullsteinstraße

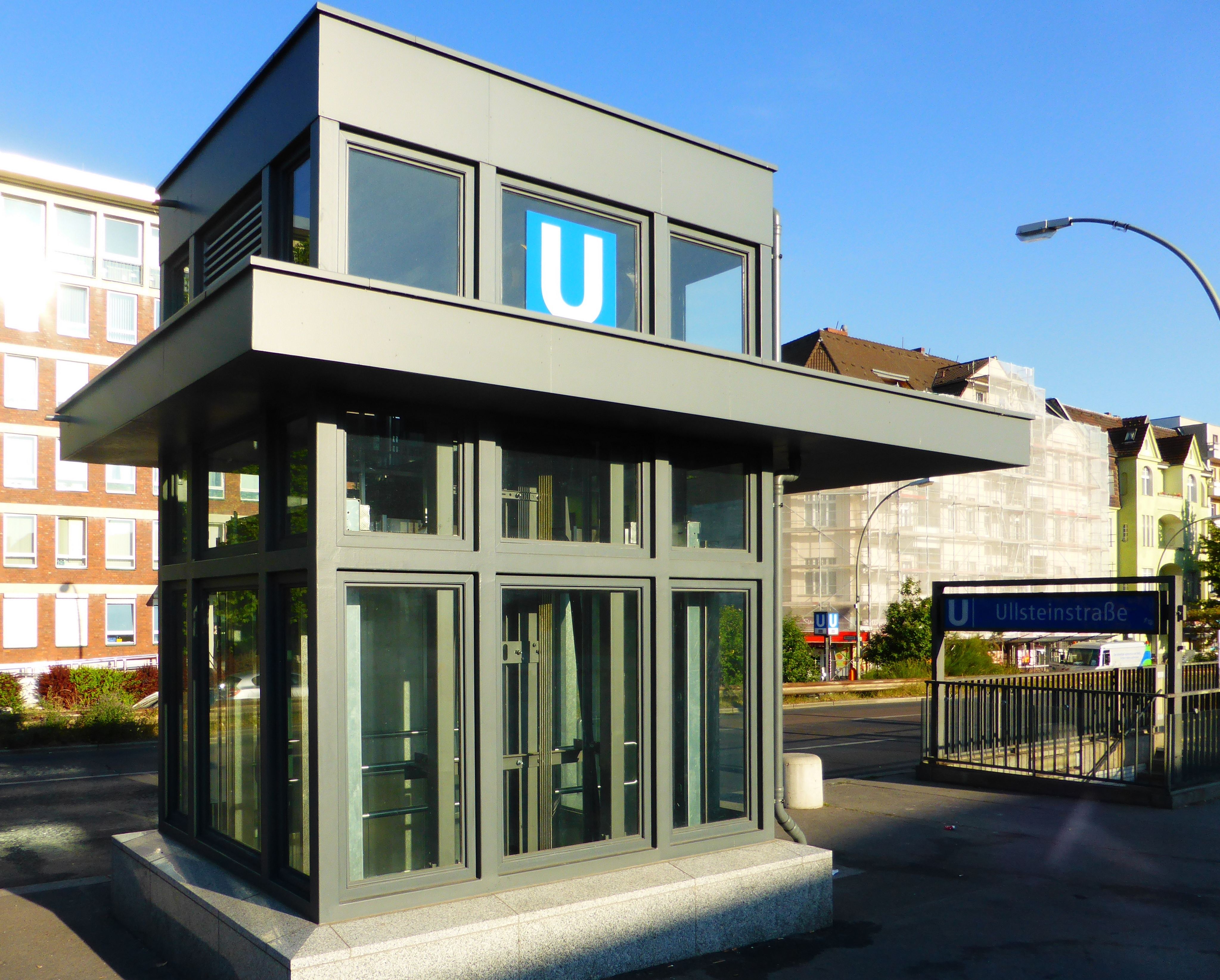
Barrierefreier Eingang mit Aufzug am Tempelhofer Damm

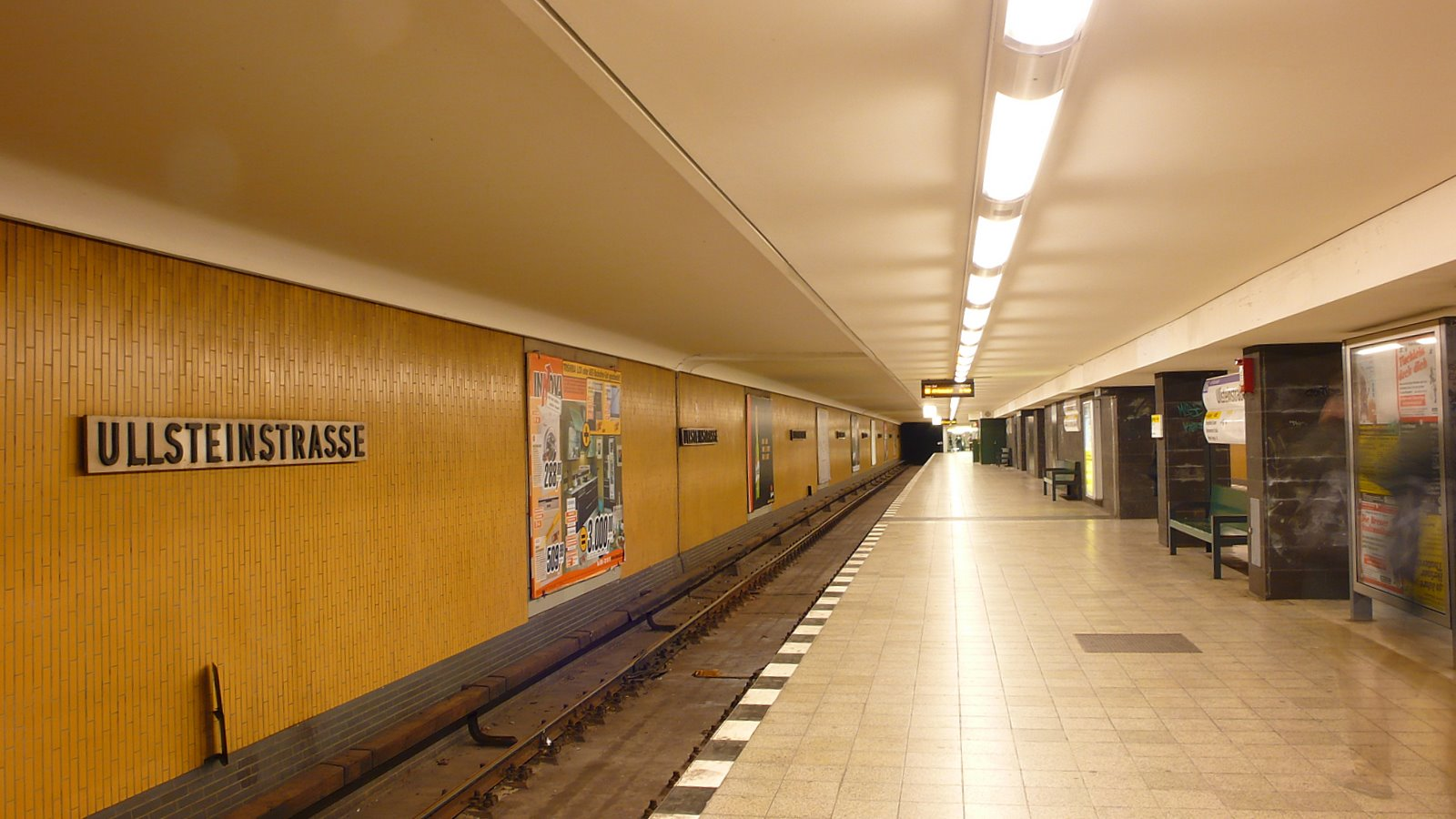
U-Bahnhof Ullsteinstraße

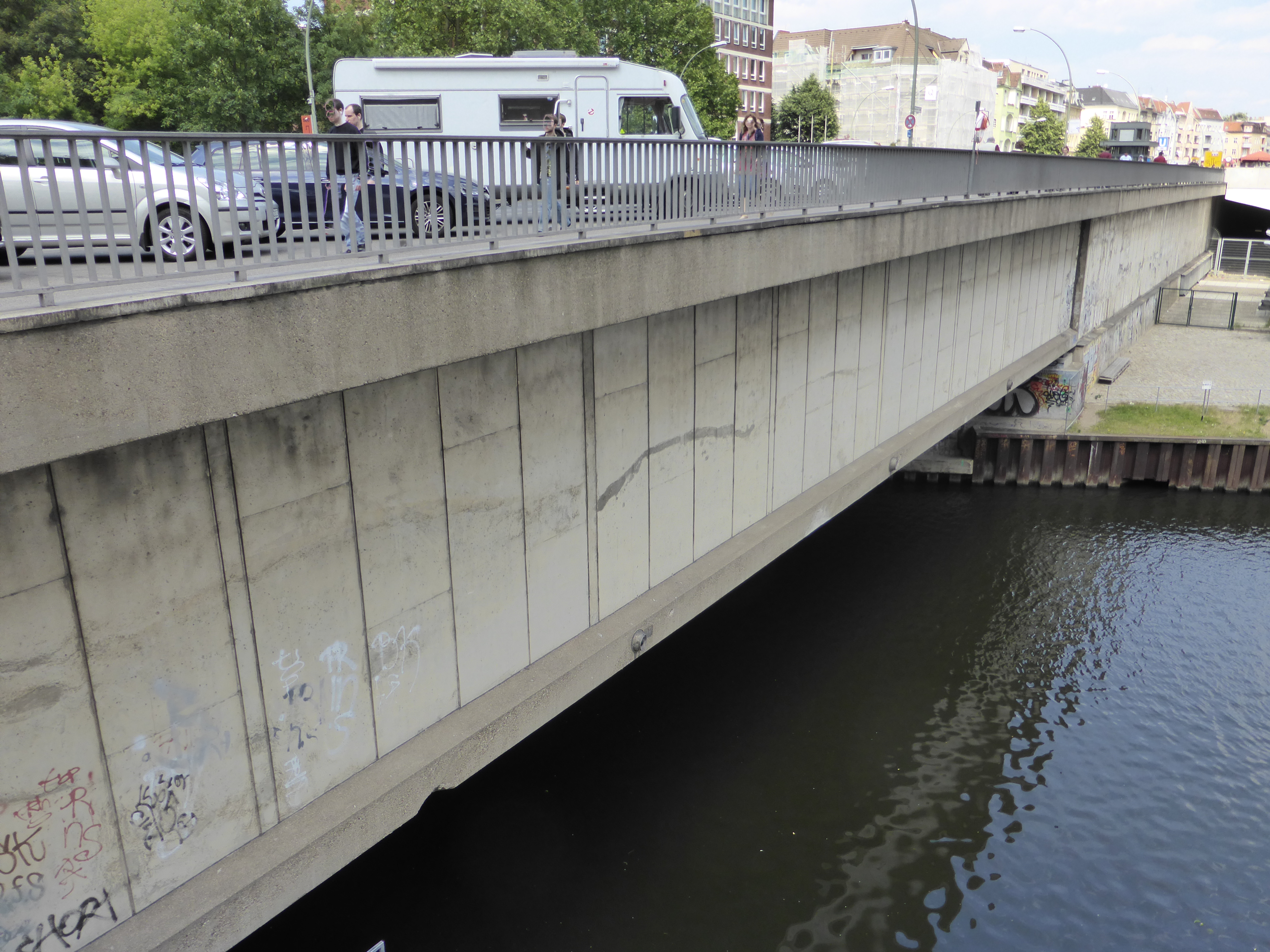
Der U-Bahnhof liegt innerhalb des Hohlkörpers der Stubenrauchbrücke

Der U-Bahnhof Ullsteinstraße ist ein Berliner U-Bahnhof der Linie U6. Er liegt westlich des Hafens Tempelhof sowie des Ullsteinhauses unter der Fahrbahn der Stubenrauchbrücke über dem Teltowkanal im Ortsteil Tempelhof des Bezirks Tempelhof-Schöneberg und trägt das BVG-Kürzel Ull. Der Bahnhof wurde gemeinsam mit den anderen Bahnhöfen der Mariendorfer U-Bahn zwischen den Bahnhöfen Tempelhof und Alt-Mariendorf, die zum südlichen Abschnitt der eigenständigen Linie 6 wurden, am 28. Februar 1966 in Betrieb genommen.

## Historie und Bauwerk
Der U-Bahnhof Ullsteinstraße entstand im Rahmen der Südverlängerung des Tempelhofer Zweiges der Nord-Süd-Bahn bis nach Alt-Mariendorf. Die Planung dazu reicht bis in die Weimarer Republik zurück, der Bau dieses Streckenabschnitts wurde aber erst 1961 begonnen. Ebenso wie die anderen zur gleichen Zeit entstandenen Bahnhöfe der südlichen Nord-Süd-Linie sowie der heutigen Linie U7 wurde der Bahnhof von Rainer G. Rümmler gestaltet.
Die Querung des Teltowkanals machte eine für Berlin ungewöhnliche Konstruktion erforderlich: Die U-Bahn nutzt eine Hälfte der zwischen Tempelhofer und Mariendorfer Damm über den Kanal führenden, für die U-Bahn neu gebaute Stubenrauchbrücke. Der U-Bahnhof liegt innerhalb des in Stahlbeton ausgeführten Brücken-Hohlkörpers in Unterpflasterlage unter der östlichen Fahrspur der Brücke, die deshalb deutlich höher liegt als die westliche Fahrspur. Für Schiffe ist eine Durchfahrtshöhe von 4,60 Metern gegeben.
Rümmler konzipierte einen 110 Meter langen und knapp neun Meter breiten Mittelbahnsteig mit zwei Zugängen. Die Gestaltung ähnelt dem gleichzeitig entstandenen U-Bahnhof Möckernbrücke der Linie U7: Die Wände hinter den Gleisen sind gelb gefliest, die Stützsäulen sowie die unter der Brücke liegende Wand, die den Bahnsteig fast auf ganzer Länge teilt, sind mit dunklem Basalt verkleidet. Der Boden erhielt helle Keramikfliesen. Eine Besonderheit stellte auch die Beschallungsanlage dar: Anstelle von vielen verteilten Lautsprechern hatte der Bahnhof ein einzelnes bahnsteiglanges Schallrohr, das nur einen zentralen Lautsprecher hatte. Der Schall konnte über zahlreiche kleine Öffnungen über dem Bahnsteig austreten. Mittlerweile verfügt der Bahnhof über eine normale Lautsprecheranlage.
Im Oktober 2013 wurde nach einjähriger Bauzeit ein Aufzug in Betrieb genommen. Der Bahnhof ist seitdem barrierefrei zugänglich.
In der ersten Hälfte des Jahres 2022 fanden umfangreiche Sanierungsarbeiten statt, um zwischenzeitlich aufgetretene Risse an der Decke der Station zu beseitigen.

## Anbindung
| Linie | Verlauf |
| ----- | --- |
|       | Alt-Tegel – Borsigwerke – Holzhauser Straße – Otisstraße – Scharnweberstraße – Kurt-Schumacher-Platz – Afrikanische Straße – Rehberge – Seestraße – Leopoldplatz – Wedding – Reinickendorfer Straße – Schwartzkopffstraße – Naturkundemuseum – Oranienburger Tor – Friedrichstraße – Unter den Linden – Stadtmitte – Kochstraße – Hallesches Tor – Mehringdamm – Platz der Luftbrücke – Paradestraße – Tempelhof – Alt-Tempelhof – Kaiserin-Augusta-Straße – Ullsteinstraße – Westphalweg – Alt-Mariendorf |

Am U-Bahnhof bestehen Umsteigemöglichkeiten von der Linie U6 zur Omnibuslinie 170 der BVG.